# Colorado (album)
Colorado – album muzyczny nagrany przez amerykańskiego klarnecistę jazzowego Brada Terry'ego i polskiego pianistę Joachima Mencla z towarzyszeniem amerykańskich muzyków jazzowych, czyli Joachim Mencel Quartet.
Utwory nagrywane w duecie Terry-Mencel zarejestrowane zostały przez Erikę Aberg i Marka Kleinhauta z Invisible Music 29 stycznia 1997 w studiu w Topsham, w Maine.
Nagrania kwartetu zarejestrowane zostały 20 stycznia 1997 w Denver przez Mike'a Fittsa i Jeffa Jenkinsa. CD wydany w USA w 1997 przez wydawnictwo Invisible Music (Darbyterr 002).

## Muzycy
- Brad Terry – klarnet, gwizd
- Joachim Mencel – fortepian
- Dwight Kilian – kontrabas
- Paul Romaine – perkusja

## Lista utworów
| 1. | "Yesterdays" (Jerome Kern)                                        |  |
|    |                                                                   |  |
| 2. | "Stella by Starlight" (Victor Young)                              |  |
|    |                                                                   |  |
| 3. | "U'N'L" (Miles Davis)                                             |  |
|    |                                                                   |  |
| 4. | "You and the Night and the Music" (Howard Dietz, Arthur Schwartz) |  |
|    |                                                                   |  |
| 5. | "The End of the Carnival" (Joachim Mencel)                        |  |
|    |                                                                   |  |
| 6. | "Gentle Rain" (Luis Bonfa)                                        |  |
|    |                                                                   |  |
| 7. | "My Home" (Joachim Mencel)                                        |  |
|    |                                                                   |  |
| 8. | "I Know Noble Accents" (Steve Grover)                             |  |
|    |                                                                   |  |
| 9. | "Rosemary's Baby" (Krzysztof Komeda)                              |  |
|    |                                                                   |  |